# Rattus steini baliemensis
Rattus steini baliemensis is een ondersoort van de rat Rattus steini die voorkomt aan de noordkant van de Snow Mountains in Irian Jaya, van 850 tot 2800 m hoogte. Voor 1982 zijn de dieren die tot deze ondersoort gerekend worden geïdentificeerd als "Rattus ruber tramitius" of "Rattus ruber coenorum" (tegenwoordig allebei Rattus praetor coenorum).
Deze ondersoort lijkt zeer sterk op R. s. steini, maar hij is kleiner en de vacht is zachter. De schedel verschilt echter sterk van steini. Vrouwtjes hebben 1+2=6 mammae. De kop-romplengte bedraagt 137 tot 186 mm, de staartlengte 105 tot 165 mm en de achtervoetlengte 29 tot 35 mm.